# 洛阳地区
洛阳地区，1968年至1986年间设置的地区，在今河南省境。
前身洛阳专区（1948年至1968年）：1948年，豫西一专署（原太岳五专署）领8县：陕县、新安县、渑池县、洛（宁）北县、宜（阳）北县、孟津县、偃师县、洛（阳）北县。1948年11月，洛阳市划归豫西一专署；1949年2月，宜北县、宜南县合并为宜阳县，隶属豫西一专署；豫西三专署所辖伊川、伊阳、嵩县并入一专署。豫西一专署易名洛阳专署，辖区称“洛阳专区”。
1952年3月，陕州专区并入洛阳专区，洛阳专署领导1市15县，分别是洛阳市、洛阳县、偃师县、孟津县、新安县、宜阳县、伊川县、伊阳县、嵩县、洛宁县、栾川县、卢氏县、渑池县、陕县、灵宝县、阌乡县。1954年，阌乡县并入灵宝县。1954年4月，洛阳市升为省辖市。1954年9月，临汝县从许昌专区划入洛阳专区。1957年，从陕县析置三门峡市，定为省辖市。1958年12月，洛阳专署代管洛阳市、三门峡市。1959年，伊阳县更名汝阳县。
1968年，洛阳专区改称洛阳地区。1969年，洛阳市升为省辖市。1971年11月，孟津县划归洛阳市。1976年，孟津县划归洛阳地区。
1983年，偃师、孟津、新安3县划归洛阳市，从新安县析置义马市，划归洛阳地区。至此，洛阳市辖3县，洛阳地区辖2市11县：三门峡市、义马市，灵宝县、陕县、卢氏县、渑池县、栾川县、嵩县、伊川县、宜阳县、洛宁县、临汝县、汝阳县。
1986年，洛阳地区撤销。洛阳地区行政公署西迁三门峡市湖滨区，组建地级三门峡市政府，辖灵宝县、卢氏县、陕县、渑池县、湖滨区，代管县级义马市；临汝县划归平顶山市；栾川县、嵩县、伊川县、宜阳县、洛宁县、汝阳县划归洛阳市。

## 相关
需要指出的是：洛阳地区（1968年至1986年）及其前身洛阳专区（1949年至1968年）、豫西一专署所辖范围大致为今洛阳市、三门峡市（包含代管之县级市）和汝州市辖区，从未包含巩义市（原巩县，1949年后属郑州专区、开封专区、开封地区，后划归郑州市）、登封市（1949年后属郑州专区、开封专区、开封地区，后划归郑州市）、济源市（原济源县，1949年后属平原省、新乡专区、新乡地区、焦作市，1997年后改为省辖市）等地。
巩义、登封等地虽在文化、风俗上接近河洛地区，但1949年之后，和洛阳专区、洛阳地区、洛阳市从未有过行政隶属关系。

## 历任专员
- 关廷秀（1968年1月-1977年11月）
- 张学清（1977年11月-1979年2月）
- 宋振川（1979年2月-11月）
- 马　奔（1979年11月-1981年11月）
- 赵定远（1981年11月-1983年6月）
- 刘　真（1983年6月-1984年9月）
- 亢崇仁（1984年9月-1986年2月）